# Pectocera yaeyamana
Pectocera yaeyamana là một loài bọ cánh cứng trong họ Elateridae. Loài này được Suzuki miêu tả khoa học năm 1976.